# Nick Jr. (Portugal)
O Nick Jr. é um canal infantil pago de televisão dedicado às crianças pré-escolares. Tem 24 horas de emissão e começou as suas emissões em Portugal no dia 2 de novembro de 2017.
O canal só está disponível nos pacotes NOS e, neste momento, ausente nas restantes operadoras portuguesas.
A 2 de novembro de 2017, o canal Nick Jr., exclusivo NOS, passou a estar disponível na posição 46, para todos os pacotes base de televisão, à exceção dos pacotes Seleção Digital e pacotes Light.
A 4 de abril de 2023, o canal chegou à  grelha MEO Fibra (também grelha RF) e ADSL para todos os clientes, incluindo a disponibilidade no serviço MEO GO na posição 53, deixando assim de ser um exclusivo da operadora NOS. No dia 5 de fevereiro de 2024, foi feito um rebranding, que incluiu uma versão atualizada do logotipo e um novo design, juntando á América Latina, Brasil, Alemanha, Holanda, Espanha, Europa Central, Global e entre países da África e Ásia. 
Em 1 de fevereiro de 2024, o canal passou a emitir na NOS a sua versão em HD.